# Sinomammut tobieni
Il sinomammut (Sinomammut tobieni) è un mammifero proboscidato estinto, appartenente ai mammutidi. Visse nel Miocene medio-superiore (circa 12 - 11 milioni di anni fa) e i suoi resti fossili sono stati ritrovati in Cina.

## Descrizione
Questo animale è noto solo per una mandibola, ed è quindi impossibile ricostruirne l'aspetto complessivo. Dal raffronto di questa mandibola con quella di altri animali simili ma molto meglio conosciuti (come il mastodonte americano, genere Mammut) si suppone che Sinomammut fosse un proboscidato di grandi dimensioni, dall'altezza superiore ai 2,5 metri al garrese. La mandibola era longirostre ed era sprovvista di zanne inferiori; la sinfisi mandibolare era dritta, sottile e a forma di doccia. I denti nella zona delle guance erano zigodonti e comprendevano un secondo molare trilofodonte e un terzo molare tetralofodonte. I lofidi sul terzo molare erano compressi anteroposteriormente e orientati obliquamente. 

## Classificazione
Sinomammut tobieni venne descritto per la prima volta nel 2016, sulla base di un fossile ritrovato negli anni 90 nella provincia del Gansu in Cina, in terreni del Miocene superiore. La mandibola, nota come "esemplare di Yanghecun", inizialmente venne attribuita ai gonfoteriidi. Il fossile venne poi danneggiato e si conservò solo il ramo mandibolare destro, ma un riesame del fossile permise di classificarlo tra i mammutidi e venne descritto ufficialmente come Sinomammut tobieni (Mothé et al., 2016). Sinomammut è considerato un genere ancestrale al genere Mammut, comprendente il ben noto mastodonte americano. La condizione longirostre sembra essere stata la condizione primitiva per la famiglia Mammutidae, mentre la condizione brevirostre (derivata) potrebbe essere emersa verso la fine del Miocene medio (circa 12 milioni di anni fa). In ogni caso, Sinomammut presenta un carattere derivato che in Mammut non c'era: l'assenza delle zanne inferiori vestigiali.